# Курошаны (река)
Курошаны (Курушан, Крушанлы) — река в Запорожской области, левый приток реки Молочной.

## Описание
Длина 64 км. Площадь водосборного бассейна 600 км². Долина корытообразная, шириной до 2 км, глубиной до 30 м. Русло извилистое, шириной до 5 м, часто пересыхает. Сооружено несколько прудов.

## Населённые пункты
Река начинается у села Долгое Черниговского района Запорожской области. Протекает через сёла Мокрый Став, Широкий Яр, Благодатное Черниговского района, Гришино, Козолуговка, Мостовое, Новониколаевка, Курошаны Токмакского района, Орлово, Каменское Мелитопольского района.